# Michael Valenti
Michael Louis Valenti (New York, 21 november 1942) is een Amerikaans componist en dirigent.

## Levensloop
Valenti heeft veel voor de Broadway-theaters gecomponeerd. Een bepaalde tijd was hij huiscomponist van de Marshall Universiteit in Huntington. Hij schreef ook de muziek voor "A Walk Through the 20th Century" waarmee hij een Emmy Award won. Voor de muziek van "Newsmark" van de CBS Radio won hij de Peabody Award. Met de Amerikaanse versie van Sneeuwwitje en de zeven dwergen (Snow White and the Seven Dwarfs) componeerde hij de langste ooit gespeelde kindermusical in New York. Hij schreef ook de muziek voor de serie "Beauty and The Beast", maar ook een groot werk, "Processional for a Pontiff", voor de ontvangst van de Paus Johannes Paulus II in het Central Park van New York in 1995.

## Composities

### Werken voor orkest
- 2002 The Little Park Across, voor orkest

### Werken voor harmonieorkest
- 1987 The Big Apple March, voor harmonieorkest
- 1995 Processional for a Pontiff, voor harmonieorkest (gecomponeerd ter gelegenheid van de bezoek van Paus Johannes Paulus II aan New York in de Central Park)
- 1998 The Black Hawk March, voor harmonieorkest
- 1999 Hymne a Saint-Barthelemy, voor harmonieorkest
- 2002 Music in Search of a Ballet, voor piano en harmonieorkest
- Carolina Seasons, voor harmonieorkest
  1. Winter
  2. Spring
  3. Summer
  4. Fall
- Grand Waltz from "Lola Montez", voor harmonieorkest
- March Pasha, voor harmonieorkest[1]
- Oriental Magic, voor harmonieorkest
- The Gugue Fugue, voor harmonieorkest
- Wedding March, voor koperensemble en orgel

### Oratorium
- 1989 The Way, oratorium gebaseerd op de 14 kruisweg stations van Jesus Christus

### Muziektheater

#### Opera's
| Voltooid in | titel            | aktes  | première                                                 | libretto |
| ----------- | ---------------- | ------ | -------------------------------------------------------- | -------- |
|             | Beau Nash        | 1 akte | 24 januari 2004, New York, Kaul Auditorium, Reed College |          |
| 2009        | Story of an Hour |        | 22 mei 2010, American Feast festival                     |          |

#### Balletten
| Voltooid in | titel         | aktes | première                           | libretto | choreografie |
| ----------- | ------------- | ----- | ---------------------------------- | -------- | ------------ |
|             | Conversations |       | New York, Metropolitan Opera House |          |              |

#### Musicals
| Voltooid in | Titel                                                                                       | Uitvoeringen | Première                                                                    | Libretto                                                                | Verdere liedteksten         | Choreografie                  |
| ----------- | ------------------------------------------------------------------------------------------- | ------------ | --------------------------------------------------------------------------- | ----------------------------------------------------------------------- | --------------------------- | ----------------------------- |
| 1965        | Snow White and the Seven Dwarfs (Sneeuwwitje en de zeven dwergen)                           |              | 18 december 1965                                                            | Elsa Rael vrij naar de Gebroeders Grimm                                 |                             |                               |
| 1970        | Blood Red Roses                                                                             | 1            | 22 maart 1970, New York, John Golden Theatre                                | John Lewin                                                              | John Lewin                  |                               |
| 1972        | Beauty and the Beast                                                                        |              | 12 juni 1972,                                                               | John Ahearn, Peter DelValle                                             | Elsa Rael                   |                               |
| 1976        | Lovesong                                                                                    | 24           | 5 oktober 1976, New York, The Village Gate                                  | van de componist                                                        |                             | Michael Perrier               |
| 1981        | Oh, Brother!                                                                                | 3            | 10 november 1981, New York, American National Theatre and Academy Playhouse | Donald Driver gebaseerd op "Comedy of Errors" van William Shakespeare   | Donald Driver               | Steve Bourneuf, Ahmed Hussien |
| 1981        | In Connecticut                                                                              | 30           | 30 april 1981, New York, Circle Theatre                                     | Roy London                                                              |                             |                               |
| 1986        | Honky Tonk Nights                                                                           | 4            | 7 augustus 1986, New York, Biltmore Theatre                                 | Ralph G Allen, David Campbell                                           | Ralph Allen, David Campbell | Ernest O. Flatt               |
| 1993        | In Search of a Musical, "A musical without lyrics or story, without scenery or costumes..." |              |                                                                             |                                                                         |                             |                               |
| 1996        | Quack                                                                                       |              | 2 november 1996, Long Beach (Californië) Cal Rep Theatre Company            | Charles Marowitz gebaseerd op Molière, (1622-1673) «Médecin malgré lui» |                             |                               |
| 1999        | O'Henry's Lovers                                                                            |              | 6 oktober 1999, American Stage Company                                      | Joe DiPietro                                                            |                             | Chet Walker                   |
|             | Bashville in Love                                                                           |              | The Texas Stage Company                                                     |                                                                         |                             |                               |

#### Toneelmuziek
- 1980 Clothes for a Summer Hotel, toneelmuziek - tekst: Tennessee Williams
- 1984 Mademoiselle Colombe - tekst: Edwin Dulchin

### Kamermuziek
- Dances, voor dwarsfluit en piano
- Impromptu, voor cello en piano
- Rhapsody, voor klarinet en piano

### Werken voor piano
- Five Sonatinas
- Ghosts
- The Musical Telephone Book
- Oriental Magic from Blackstone
- Ten Nocturnes
- Twenty-Four Preludes